# Câmara dos Representantes da Nova Zelândia
A Câmara dos Representantes da Nova Zelândia (em inglês, New Zealand House of Representatives) é a câmara única do Parlamento da Nova Zelândia, composta por 120 membros chamados de Members of Parliament (em português, Membro do Parlamento), ou seja, o equivalente a deputado, sendo que um deles deve presidir à casa, sendo denominado Speaker (cargo atualmente ocupado por Trevor Mallard).
Os membros do parlamento são eleitos através do sistema eleitoral de representação proporcional mista para um mandato de 3 anos. Cada mandato dura até o Parlamento ser dissolvido para novas eleições.

## Composição
| Partido | Partido                | Ideologia               | Espectro        | Mandatos |
| ------- | ---------------------- | ----------------------- | --------------- | -------- |
|         | Partido Nacional       | Conservadorismo liberal | Centro-direita  | 55 / 120 |
|         | Partido Trabalhista    | Social-democracia       | Centro-esquerda | 46 / 120 |
|         | Nova Zelândia Primeiro | Populismo               | Centro          | 9 / 120  |
|         | Partido Verde          | Ecologismo              | Esquerda        | 8 / 120  |
|         | ACT Nova Zelândia      | Libertarismo de direita | Direita         | 1 / 120  |
|         | Independente           |                         |                 | 1 / 120  |